# Гизальба
Гизальба (итал. Ghisalba) — коммуна в Италии, располагается в регионе Ломбардия, подчиняется административному центру Бергамо.
Население составляет 5026 человек (на 2004 г.), плотность населения составляет 463 чел./км². Занимает площадь 10 км². Почтовый индекс — 24050. Телефонный код — 0363.
Покровителем коммуны почитается священномученик Лаврентий, празднование 10 августа.